# Великобілозерський район
Великобілозе́рський райо́н — ліквідований адміністративний район, який розташовувався у західній частині Запорізької області. Районний центр: Велика Білозерка. Населення району становило станом на 2017 рік — 8 тис осіб. Площа — 470 км².

## Географія
Відповідно до прийнятого фізико-географічного районування України Великобілозерський район розташований у степовій зоні, в межах Приазово-Причорноморської рівнини.
Загальна площа району — 0,47 тисяч км², що становить 1,7 % загальної площі області. Від загальної площі району сільгоспугіддя становлять 43,0 тис. га, із них ріллі — 39,6 тис. га, в тому числі 32,9 тис. га задіяно постійно у сільськогосподарському виробництві на умовах оренди земельних паїв. Відстань до обласного центру — 116 км шосейними шляхами. Протяжність району зі сходу на захід — 17 км.
Межі району: на півдні — Веселівський район, на сході — Василівський район, на півночі — Кам'янсько-Дніпровський, на заході — Верхньорогачицький район Херсонської області. Кількість населення — 8576 осіб (станом на 01.10.2008).
На території району розташовані 5 населених пунктів (села — Велика Білозерка, Новопетрівка, Качкарівка, Гюнівка, Зелена Балка), що підпорядковані Великобілозерській районній раді та 5 сільським радам (Червона, Великобілозерська, Трудова, Новопетрівська та Гюнівська).

### Водні ресурси
Джерелами водопостачання в районі є артезіанські свердловини, які добувають воду із водоскладаючих порід вапняків, глибина залягання від 30 до 60 метрів при цьому дебіт свердловин — від 7,0 до 12,5 м³/год. Фактична наявність артезіанських свердловин в районі 42 одиниці. В райцентрі локальними системами водопостачання забезпечено більше третини населення.
Вулична мережа водопроводів становить 36,4 км. Загальний стан води, що добувається задовільний, сухий залишок 1-2 гр./літр відповідає ДСТУ 7525:2014 Вода питна. Вимоги та методи контролювання якості. Показники загальної жорсткості води вище вимог державного стандарту в селі Велика Білозерка — від 11,4 до 19,1 мг-екв/л, в селі Гюнівка — 19,1 мг-екв/л.
В районному центрі та селах району централізована система каналізації відсутня, існують лише очисні споруди малої каналізації та локальні поля фільтрації.
Централізованого водопостачання та каналізації в районі не існувало, незавершений централізований водовід з річки Дніпро лежить за 1,5 км від районного центру. Територією Великобілозерського району протікає річка Білозерка, завдовжки — 25 км. Під час сильної літньої посухи відбувається часткове пересихання русла річки Білозерки. На території району розташовані ставки: два Качкарівських (213 га), Гюнівський (1,8 га), Правдівський (3,9 га), Красинський (2,2 га).
Інтенсивне освоєння земельних ресурсів, розорювання схилів та днищ балок, а також заплав річки, призвело до замулення водойм та порушення водного режиму річки Білозерки.
Зрошування сільгоспугідь здійснюють із зрошувального магістрального каналу та закритої зрошувальної системи. Площа зрошувальних земель в районі сягає 18 тис. 765 га.
Причина зменшення використання існуючої зрошувальної площі земель — введення плати за користування поливною водою та застаріла поливна техніка і технології у сільгоспвиробників.

### Лісові ресурси
Землі держлісфонду в районі становлять 314 га.
До лісових насаджень в районі належать — полезахисні лісосмуги та деревно-чагарникові насадження, загальна площа яких становить — 977 га, із них — 952 га полезахисні лісосмуги та 25 га лісів у водоохоронних зонах річок та ставків. Усі лісові насадження штучного походження нині перебувають у задовільному стані. Протягом першого півріччя 2007 року в районі додатково виділено під заліснення 6 га землі, які засаджено листовими породами дерев. Учасники весняної толоки, яка була проведена в нашому районі у березні місяці поточного року, висадили 1305 дерев, 500 кущів, посадили квітники площею 0,23 га, на території району в центрі села Велика Білозерка упорядковані парки площею 26,5 га та торгові площі.

### Ландшафти
За фізико-географічним районуванням Запорізької області, район лежить у межах Великобілозерсько-Орлянського фізико-географічного району Дніпровсько-Молочанської низовинної області Причорноморського степового краю Середньостепової підзони Степової зони.

## Історія
У 1736 році під час походу на Крим фельдмаршала Мініха запорозькі козаки збудували й утримували форт при переправі через річку Білозерку. У 1778 році тут оселилися 30 родин державних селян-переселенців з Чернігівщини й Полтавщини. Так було засновано майбутній районний центр. Проте люди в цих місцях жили від ІІІ тисячоліття до Різдва Христового. У курганах Цимбалка, Орел, Чмирева могила та інших відкрито багаті скіфські поховання VIII–VII ст. до Рвздва Христового з керамікою, зброєю, золотими прикрасами. Знайдено залишки поселень періоду Київської Русі.
1914 року у волосному селі вже було 2367 дворів, 4 церкви, два гончарно-цегляних заводики, амбулаторія, трактир. Велико-Білозерський район з'явився у 1923 році, але після адміністративної реформи 1962 року його приєднали спочатку до Василівського, а потім до Кам'янсько-Дніпровського району. У 1993 році район було відновлено, загальною площею 470 км². У районному центрі й селах, що входили до п'яти сільських рад, мешкало 9300 осіб.
3 лютого 1923 року утворений Великобілозерський район у Мелітопольській окрузі Катеринославської губернії. З 1930 року в складі Дніпропетровської області. 10 січня 1939 року Великобілозерський район переданий до складу Запорізької області.
У 1941—1943 роках територія Великобілозерський району входила до Кам'янсько-Дніпровського повіту Дніпропетровського генерального округу.
30 грудня 1962 року район ліквідований.
3 лютого 1993 року район поновлено.

## Адміністративний устрій
Адміністративно-територіально район поділяється на Великобілозерську сільську громаду, яка об'єднувала п'ять населених пунктів, які підпорядковувалися Великобілозерській районній раді. Адміністративний центр — село Велика Білозерка.

## Економіка
Промисловість як така у Великобілозерському районі відсутня. Найбільш питому вагу в структурі економіки району займає аграрний сектор. На території району діяли 9 сільськогосподарських підприємств, в тому числі 5 товариств з обмеженою відповідальністю, 2 сільськогосподарські виробничі кооперативи, 1 відкрите акціонерне товариство і 1 приватне підприємство. Крім того зареєстровано 65 фермерських господарств.

### Підприємства району
- Великобілозерське Районне Споживче Товариство
- Великобілозерське КП «Дорожник»
- ВАТ Агрофірма «Гюнівська»
- Агрофірма імені Суворова
- ЗАТ «Старт»
- Сільськогосподарський виробничий кооператив «Росія»
- Сільськогосподарський виробничий кооператив імені Гагаріна
- ТОВ Агрофірма «Правда»
- ЗАТ «Монтаж-Сервіс»
- ВАТ «Харчовик»
- КП «Маріанна»
- ЗАТ «Будівельник»
- ТОВ «Алеко»
- ПП «Авіценна»
- МПП «Рось» тощо

## Населення
Розподіл населення за віком та статтю (2001):
| Стать | Всього | До 15 років | 15-24 | 25-44 | 45-64 | 65-85 | Понад 85 |
| --- | ------ | ----------- | ----- | ----- | ----- | ----- | -------- |
| Чоловіки | 4329   | 855         | 606   | 1246  | 1130  | 478   | 14       |
| Жінки | 5034   | 799         | 610   | 1171  | 1358  | 995   | 101      |
| \| Статево-вікова піраміда \| Статево-вікова піраміда \| Статево-вікова піраміда \| \| ----------------------- \| ----------------------- \| ----------------------- \| \| Чоловіки \| Вік \| Жінки \| \| 14 \| 85 + \| 101 \| \| 28 \| 80-84 \| 108 \| \| 74 \| 75-79 \| 218 \| \| 191 \| 70-74 \| 376 \| \| 185 \| 65-69 \| 293 \| \| 400 \| 60-64 \| 478 \| \| 160 \| 55-59 \| 235 \| \| 248 \| 50-54 \| 312 \| \| 322 \| 45-49 \| 333 \| \| 376 \| 40-44 \| 324 \| \| 312 \| 35-39 \| 301 \| \| 262 \| 30-34 \| 261 \| \| 296 \| 25-29 \| 285 \| \| 289 \| 20-24 \| 289 \| \| 317 \| 15-20 \| 321 \| \| 346 \| 10-14 \| 309 \| \| 286 \| 5-9 \| 263 \| \| 223 \| 0-4 \| 227 \| |        |             |       |       |       |       |          |
| Статево-вікова піраміда |        |             |       |       |       |       |          |
| Чоловіки | Вік    | Жінки       |       |       |       |       |          |
| 14 | 85 +   | 101         |       |       |       |       |          |
| 28 | 80-84  | 108         |       |       |       |       |          |
| 74 | 75-79  | 218         |       |       |       |       |          |
| 191 | 70-74  | 376         |       |       |       |       |          |
| 185 | 65-69  | 293         |       |       |       |       |          |
| 400 | 60-64  | 478         |       |       |       |       |          |
| 160 | 55-59  | 235         |       |       |       |       |          |
| 248 | 50-54  | 312         |       |       |       |       |          |
| 322 | 45-49  | 333         |       |       |       |       |          |
| 376 | 40-44  | 324         |       |       |       |       |          |
| 312 | 35-39  | 301         |       |       |       |       |          |
| 262 | 30-34  | 261         |       |       |       |       |          |
| 296 | 25-29  | 285         |       |       |       |       |          |
| 289 | 20-24  | 289         |       |       |       |       |          |
| 317 | 15-20  | 321         |       |       |       |       |          |
| 346 | 10-14  | 309         |       |       |       |       |          |
| 286 | 5-9    | 263         |       |       |       |       |          |
| 223 | 0-4    | 227         |       |       |       |       |          |

Національний склад населення за даними перепису 2001 року:
| Національність | Кількість осіб | Відсоток |
| -------------- | -------------- | -------- |
| українці       | 8674           | 92,64%   |
| росіяни        | 557            | 5,95%    |
| молдовани      | 34             | 0,36%    |
| білоруси       | 17             | 0,18%    |
| азербайджанці  | 15             | 0,16%    |
| інші           | 66             | 0,70%    |

Мовний склад населення за даними перепису 2001 року:
| Мова       | Кількість осіб | Відсоток |
| ---------- | -------------- | -------- |
| українська | 8775           | 93,72%   |
| російська  | 544            | 5,81%    |
| молдовська | 17             | 0,18%    |
| інші       | 27             | 0,29%    |

## Соціальна сфера
У районі діяли три середні загальноосвітні школи, школа естетичного виховання, будинок дитячої творчості, 4 будинки культури й три сільські клуби, 7 бібліотек із загальним фондом понад 60000 томів, краєзнавчий музей. Працює центральна лікарня та сім фельдшерсько-акушерських пунктів.

## Туристичний потенціал

### Території та об'єкти природно-заповідного фонду
До природно-заповідного фонду Великобілозерського району входить 6 об'єктів ПЗФ місцевого (обласного) значення, зокрема 5 ентомологічних заказників, загальною площею близько 11 га.
- 1. Ентомологічний заказник «Степова ділянка»
- 2. Ентомологічний заказник «Цілинна балка»
- 3. Ентомологічний заказник «Цілинна балка»
- 4. Ентомологічний заказник «Цілинна балка»
- 5. Ентомологічний заказник «Цілинна балка»
- 6. Природні джерела

### Заклади культури і мистецтв
- 1. Районний будинок культури
- 2. Великобілозерська центральна районна бібліотека
- 3. Великобілозерська районна дитяча бібліотека
- 4. Великобілозерська дитяча музична школа

### Історико-культурні та археологічні пам'ятки
Курганний могильник «Цимбалова могила»

### Історико-архітектурні споруди
Будівля школи, 1891 р.

### Об'єкти духовного туризму
Свято-Покровська церква, 1886 р.

## Політика
25 травня 2014 року відбулися Президентські вибори України. У межах Великобілозерського району було створено 9 виборчих дільниць. Явка на виборах складала — 51,61% (проголосували 3 230 із 6 258 виборців). Найбільшу кількість голосів отримали Петро Порошенко — 30,31% (979 виборців); Олег Ляшко — 12,38% (400 виборців), Сергій Тігіпко — 11,95% (386 виборців), Юлія Тимошенко — 9,54% (308 виборців), Вадим Рабінович — 8,58% (277 виборців).